# 宮城県加美農業高等学校
宮城県加美農業高等学校（みやぎけんかみのうぎょうこうとうがっこう）は、宮城県加美郡色麻町黒沢字北條にある県立高等学校。通称は「加美農」（かみのう）。相撲部が全国大会上位に入賞する強豪校である。卒業後は、就職もしくは専門学校に進学する生徒がほとんどである。創立100年を越す、宮城県の農業高校の伝統校である。

## 概要
- 設置学科　全日制課程　
  - 農業科
  - 農業機械科
  - 生活技術科

## 沿革
- 1900年（明治33年） - 加美郡立加美蚕業学校として加美町(旧中新田町)に開校
- 1922年（大正11年） - 宮城県加美農蚕学校に改称
- 1923年 - 宮城県に移管
- 1948年（昭和23年） - 宮城県加美農業高等学校に改称
- 1973年 - 普通科を宮城県中新田高等学校として分離独立、現在の色麻町に校舎移転

## 部活動
- 運動系
  - 相撲、柔道、野球、バスケットボール、バレーボール、卓球、硬式テニス、剣道、陸上競技
- 文化系
  - 吹奏楽、美術、手芸、コンピューター、食農科学

## 著名な卒業生

### 政治
- 若生裕俊（第5代富谷町長、初代富谷市長）